# Katholiek Blok
Het Katholiek Blok of Blok der Katholieken van België (Frans: Bloc catholique belge) is een voormalige Belgische katholieke politieke partij. Ze werd in oktober 1936 opgericht als opvolger van het Katholiek Verbond van België en bestond uit twee deelpartijen, de Katholieke Vlaamse Volkspartij en de Parti catholique social. Na de Tweede Wereldoorlog werd zij opgevolgd door de unitaire Christelijke Volkspartij-Parti Social Chrétien (CVP-PSC).

## Geschiedenis
Bij de parlementsverkiezingen van 24 mei 1936 leed het Katholiek Verbond van België, kortweg het Katholiek Verbond of de Katholieke Unie, een desastreuze nederlaag, vooral ten voordele van de fascistische partij Rex van Léon Degrelle en het Vlaamsch Nationaal Verbond (VNV), en moest ze voor het eerst sinds 1884 haar positie van grootste partij in het parlement afstaan aan de socialistische Belgische Werkliedenpartij. Ter gelegenheid hiervan werd beslist om de Katholieke Unie te reorganiseren. Deze opdracht werd toegewezen aan een comité onder leiding van voorzitter Hubert Pierlot, dat een plan uitwerkte dat op de algemene vergadering van de Katholieke Unie op 11 oktober dat jaar werd goedgekeurd. 
De Katholieke Unie werd ontbonden en omgevormd tot het Katholiek Blok, die een federalistische structuur kreeg. Die was er gekomen onder invloed van de federalistische Vlaamsgezinde vleugel van de partij, die versterkt uit de verkiezingen was gekomen. Deze vleugel bleef niet onbewogen tegenover de ideeën van het Vlaams-nationalisme en was van mening dat het minimumprogramma zoals Frans Van Cauwelaert dat eens voorstond voorbijgestreefd was. Het Katholiek Blok kreeg een Vlaamse en Waalse afdeling die zelfstandig functioneerden, respectievelijk de Katholieke Vlaamse Volkspartij (KVV) en de Parti catholique social (PCS). Beide afdelingen werden geleid door een directorium van zeven leden. Het Vlaamse directorium werd voorgezeten door Alfons Verbist en bij het Waalse directorium werd Giovanni Hoyois aangesteld tot voorzitter. Om gemeenschappelijke vraagstukken te bespreken die voor beide afdelingen van belang waren, werd een overkoepelend bestuur opgericht, dat geleid werd door Verbist en Hoyois en bestond uit de directoria van de KVV en de PCS.
Na de Tweede Wereldoorlog werd beslist om de partij opnieuw te reorganiseren. Dit resulteerde in de oprichting van de Christelijke Volkspartij-Parti Social Chrétien (CVP-PSC), die op een stichtingscongres op 18 en 19 augustus 1945 officieel boven de doopvont werd gehouden.

## Voorzitters
| Naam            | Periode                            | Afdeling                       |
| --------------- | ---------------------------------- | ------------------------------ |
| Alfons Verbist  | 11 oktober 1936 - 18 augustus 1945 | Katholieke Vlaamse Volkspartij |
| Giovanni Hoyois | 11 oktober 1936 - 18 augustus 1945 | Parti Catholique Social        |

### Gewezen ministers
De ministers van het Katholiek Blok in de periode 1936-1945 waren:
- Charles d'Aspremont Lynden
- Edgard De Bruyne
- Henri de la Barre d'Erquelinnes
- Antoine Delfosse
- Louis Delvaux
- August De Schryver
- Pierre De Smet

- Albert de Vleeschauwer
- Charles du Bus de Warnaffe
- Gaston Eyskens
- Albert-Edouard Janssen
- Hendrik Marck
- Joseph Pholien
- Hubert Pierlot

- Edmond Ronse
- Edmond Rubbens
- Gustaaf Sap
- Emile van Dievoet
- Philip Van Isacker
- Paul van Zeeland
- Maurice Verbaet